# Banc de Porcupine
La banc de Porcupine (Porcupine Bank pour les anglophones) est une structure géomorphologique sous-marine jouxtant la baie de Porcupine qui forme un bassin sédimentaire au large (sud-ouest) de l'Irlande en bordure du plateau continental de l'Atlantique Nord-Est.

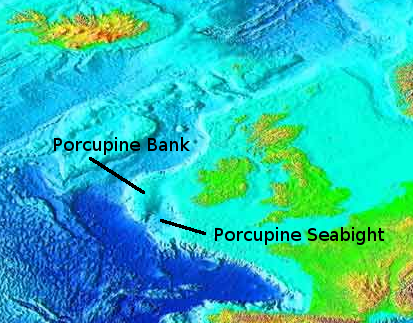
Bathymétrie de l'atlantique Nord-Est, avec localisation du banc de Porcupine et de la baie de Porcupine

Il est situé à environ 200 kilomètres (120 miles) à l'ouest de l'Irlande. 
Il fait partie de la bordure de la plate-forme continentale irlandaise, aux franges de l'océan Atlantique.

## Géomorphologie
Contrairement à ce qu'évoque son nom, il ne s'agit pas d'un simple banc affleurant ; il s'agirait presque plutôt d'une montagne sous-marine. 
Son sommet est situé à 200 mètres sous le niveau de la mer, mais il évoque un banc marin par contraste avec les grandes profondeurs de la baie de Porcupine qu'il borde (eau profonde) et celle du fossé de Rockall (« Rockall Trough ») qui le jouxte de l'autre côté.
Son nom vient de celui du navire Porcupine (voilier britannique muni d'une roue à aubes) surtout utilisé pour l'arpentage, qui en 1862 a découvert le banc ,.

## Environnement, biodiversité
Les versants nord et de l'ouest du « banc » abritent diverses espèce de coraux d'eau froide.
Selon le Dr Anthony Grehan (université nationale d'Irland, Galway) la protection de ce site pourrait permettre l'étude de certaines des espèces potentiellement utiles à la recherche médicale et la restauration de stocks de poissons et d'écosystèmes dégradés ou surexploités dans l'Est de l'Atlantique ; 

« On est loin des exemples les plus immaculés, prospères et donc spectaculaires de récifs coralliens d'eau froide que j'ai rencontrés en près de dix années d'études dans les eaux irlandaises, mais on a aussi là des preuves de recrutement récent de coraux et de nombreux autres animaux de récif, suggérant que ce domaine est une source importante de propagules et larves pour d'autres régions situées plus loin le long du banc de Porcupine » Dr Anthony Grehan

## Anecdotes historiques

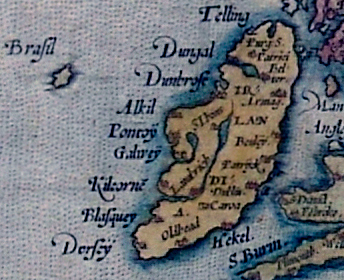
Île mythique Hy-Brasil sur une carte de l'Atlantique de 1572 à l'ouest de l'Irlande

Dans une communication de 1870 à la Société géologique de France, W. Fraser a suggéré que ce relief pourrait correspondre à l'île engloutie appelée Hy-Brasil  que certaines cartes des XVe et XVIe siècles désignent comme Atlantis ou « l'autre Atlantide. »